# Stadión (časopis)
Stadion byl sportovní časopis, který vycházel v letech 1953–2002. Navazoval na týdeník Ruch v tělovýchově a sportu (s podnázvem týdeník Československé obce sokolské) vycházející v letech 1949–1952 a vydávaný Československou obcí sokolskou. (Jemu předcházel Ruch v tělesné výchově: obrázkový časopis Ústředního národního tělovýchovného výboru vydávaný ROH v letech 1945–1948.)
Do časopisu přispívali i publicisté jako Ota Pavel nebo Vladimír Škutina. Největšího rozmachu dosáhl časopis v období tzv. normalizace, kdy náklad činil až 164 000 výtisků. Dlouhodobým vydavatelem Stadionu bylo nakladatelství Olympia, které v 80. letech v rámci své stejnojmenné edice vydávalo knižně některé články a reportáže původně publikované na stránkách časopisu. Po roce 1989 se časopis obtížně vyrovnával s konkurenčním prostředím, což vedlo nakladatele k prodeji časopisu.
Časopis vycházel v Praze. V letech 1953–1958 jej vydával Melantrich, v letech 1959–1973 Sportovní a turistické nakladatelství, 1974–1994 Olympia, 1995–1997 České vydavatelství, s.r.o., a v letech 1998–2002 M&AGency. V letech 1953–1996 byl Stadion týdeníkem, v letech 1996–2002 měsíčníkem. (Přestávka ve vydávání: březen 1994 až duben 1995.) Ačkoli časopis měnil majitele, formát i periodicitu, logo zůstalo zachováno.
Jako týdeník vycházel nejprve se 16 stránkami. Od roku 1973 měl rozsah 32 stran. Do konce 60. let vycházel téměř výhradně s černobílými fotografiemi. Slovenskou obdobou Stadionu byl časopis Štart, jehož vydávání bylo také ukončeno.[kdy?]
Stadion má přidělené ISSN 0038-8920. (Chybné je ISSN 0038-3920.)
Po roce 2002 vycházel časopis jako Stadion & Champions Life (ISSN 1214-598X). Poslední číslo vyšlo v roce 2006.